# الکساندرا کالوکا
الکساندرا کالوکا (متولد ۲۵ دسامبر ۲۰۰۱) یک کوهنورد لهستانی است که در صخره‌نوردی سرعتی تخصص دارد. او مدال برنز بازی‌های المپیک تابستانی ۲۰۲۴ را در رشته سنگ نوردی سرعت به دست آورد.

## حرفه
کالوکا در مسابقات قهرمانی اروپا سنگنوردی آی‌اف‌اس‌سی ۲۰۲۲ شرکت کرد و مدال نقره مسابقات سرعت زنان را دریافت کرد.
کالوکا در المپیک تابستانی ۲۰۲۴ در سنگنوردی سرعت شرکت کرد. او در مرحله یک چهارم نهایی مقابل ژو یافی از چین پیروز شد و با وجود ثبت بهترین زمان شخصی جدید ۶٫۳۴ به هم تیمی خود الکساندرا میروسلاو شکست خورد. وی در مسابقه مدال برنز رجیه سلسبیل‌الله از اندونزی را شکست داد و به مقام سوم دست یافت.

## زندگی شخصی
او خواهر دوقلوی ناتالیا کالوکا است.

## دستاوردها

### بازی‌های المپیک
| دیسیپلین | ۲۰۲۴ |
| -------- | ---- |
| سرعت     | ۳    |

### مسابقات قهرمانی جهان
| دیسیپلین    | ۲۰۱۸ | ۲۰۱۹ | ۲۰۲۱ | ۲۰۲۳ |
| ----------- | ---- | ---- | ---- | ---- |
| سرعت        | ۴    | ۵    | ۱۰   | ۴    |
| بولدرینگ    | ۱۰۸  | ۶۳   | -    | -    |
| صعود سرطناب | ۷۳   | ۶۴   | -    | -    |
| کمباین      | ۲۵   | ۲۸   | -    | -    |

### جام جهانی
| دیسیپلین    | ۲۰۱۹ | ۲۰۲۰ | ۲۰۲۲ |
| ----------- | ---- | ---- | ---- |
| سرعت        | ۴    | ۴    | ۲    |
| بولدرینگ    | ۳۳   | ۱۹   | -    |
| صعود سرطناب | -    | ۲۸   | -    |
| کمباین      | -    | ۱۰   | -    |